# Кутантау
Кутантау (Ҡутантау) — горный хребет Южного Урала, расположенный в восточной части Башкортостана, в Абзелиловском районе на границе с Челябинской областью России, в правобережье реки Бизгинды.
Хребет Кутантау протянулся с севера на юг и имеет длину около 13 км. С юга протекает река Малый Кизил, с севера ограничен долиной, расположенной к востоку от озера Ускуль. С запада протекает река Бизгинды. Преобладают высоты 650–700 м. Высшая точка — безымянная гора высотой 737 м в центральной части хребта. Выделяется также вершина Каратау, 710 м. Вдоль восточных склонов проходит автодорога Баимово — Аслаево.
Западный склон покрыт березовым лесом на относительно пологих склонах, восточный – более крутой и представлен редколесьем и обширными участками луговой и степной растительности. Вблизи осевой линии имеются скальные выходы и каменные россыпи. Хребет сложен преимущественно устойчивыми к выветриванию породами: песчаниками, алевролитами кварцевыми и аркозовыми, доломитами, кремнистыми алевролитами и базальтами с прослоями яшмы.